# Saltillo Soccer Fútbol Club
El Saltillo Soccer Fútbol Club es un equipo de fútbol profesional mexicano que disputa sus partidos de local en el Estadio Olímpico de Saltillo, en la ciudad de Saltillo, Coahuila. Fue fundado por primera ocasión en 1994 participando hasta 2001 en la Primera División 'A' de México. En 2015, el equipo fue refundado y desde entonces participa en la Tercera División de México, la Liga TDP.

## Historia
En 1994 el club Monterrey FAAC, equipo filial de Rayados de Monterrey consiguió el campeonato de la Tercera División, un año después, Jorge Lankenau Rocha, propietario del club Monterrey, adquirió la franquicia de los Halcones de Aguascalientes, uno de los equipos fundadores de la Primera División 'A', tras este movimiento se creó el Saltillo Soccer para participar en la división de plata del fútbol mexicano. El equipo saltillense se nutrió principalmente de futbolistas juveniles del Monterrey y funcionó como un equipo filial. Durante su paso en la segunda categoría del fútbol nacional, el Saltillo tuvo una actuación discreta y su mayor logro fue el de promover futbolistas al equipo principal.
En 1999 la empresa FEMSA tomó el control de los equipos de Monterrey y Saltillo después de que Jorge Lankenau comenzara a tener problemas legales y los clubes fueran intervenidos por la Secretaría de Hacienda y Crédito Público. Este hecho representó el inicio del fin del equipo de Saltillo pues la nueva directiva buscaba una mayor rentabilidad, por ello, en 2001 el Monterrey y los Tigres de la UANL hicieron un préstamo de franquicias, por lo que Saltillo Soccer se convirtió en Tigrillos Saltillo, bajo administración de los felinos, mientras que el equipo Tigres de Ciudad Juárez dejó su lugar a Cobras de Ciudad Juárez, nueva filial del Monterrey, esto significó la primera desaparición de los Coyotes.
Tras la desaparición de equipo, otros clubes trataron de retomar el nombre de la institución formando nuevas escuadras en las divisiones inferiores del fútbol mexicano, como lo fue el Real Saltillo Soccer y el Atlético Saltillo Soccer.
En 2015 el Saltillo Soccer fue refundado e inscrito en la Tercera División de México, categoría en la que se mantiene desde ese año. Tras su regreso el equipo ha conseguido sus mejores actuaciones en las temporadas 2017-18 y 2018-19 en las que se alcanzó la etapa de cuartos de final.
En el Torneo Clausura 2017 de la Liga Premier de Ascenso el Saltillo Soccer tuvo una breve participación en esa categoría, debido a que administró temporalmente la franquicia que había sido utilizada por el club Titanes de Saltillo, sin embargo, al finalizar el torneo el equipo descendió a la Serie B y tras este hecho fue renovado como Atlético Saltillo Soccer, sin contar con la participación de los Coyotes, aunque estos trataron de comprar una franquicia en la nueva Serie A, liga que sustituyó a la Premier de Ascenso.
Tras el ascenso del Atlético Saltillo Soccer a la Serie A en junio de 2019 iniciaron pláticas para la creación de un equipo único en la ciudad de Saltillo que representara a la ciudad en el fútbol profesional, sin embargo, para este objetivo era necesaria la fusión de los dos clubes principales: Atlético Saltillo Soccer y Saltillo Soccer Fútbol Club.
El 24 de julio de 2019 se anunció la creación de un nuevo equipo llamado Saltillo Fútbol Club el cual se creó tras la fusión de las dos escuadras principales de la ciudad. El nuevo equipo utiliza los colores negro, dorado y blanco como propios a partir de la temporada 2019-2020, sin embargo, durante ese ciclo futbolístico el equipo fue registrado como Atlético Saltillo Soccer.
No obstante, pese a la participación del Saltillo Soccer en la creación del nuevo equipo, los Coyotes se mantuvieron compitiendo de manera independiente, sin embargo comparten propietario con la escuadra que juega en la Liga Premier.

## Instalaciones
El Estadio Olímpico de Saltillo es un recinto deportivo multiusos que se encuentra ubicado en la Ciudad de Saltillo, Coahuila, México. Forma parte del complejo integrado por la Ciudad Deportiva Francisco I. Madero  y por el Estadio Francisco I. Madero de béisbol. Se ubica en el Blvd. Nazario Ortiz Garza s/n esquina con David Berlanga en la Colonia Topochico en Saltillo, Coahuila, México. Tiene capacidad para 7000 espectadores en sus gradas poniente y oriente.

## Temporadas
| Temporada     | División           | Posición                       |
| ------------- | ------------------ | ------------------------------ |
| 1995/1996     | 2.Primera 'A'      | 14°.                           |
| Invierno 1996 | 2.Primera 'A'      | 8°. (Cuartos)                  |
| Verano 1997   | 2.Primera 'A'      | 5°. (Cuartos)                  |
| Invierno 1997 | 2.Primera 'A'      | 8°. (Cuartos)                  |
| Verano 1998   | 2.Primera 'A'      | 3°. (Cuartos)                  |
| Invierno 1998 | 2.Primera 'A'      | 20°.                           |
| Verano 1999   | 2.Primera 'A'      | 8°.                            |
| Invierno 1999 | 2.Primera 'A'      | 17°.                           |
| Verano 2000   | 2.Primera 'A'      | 16°.                           |
| Invierno 2000 | 2.Primera 'A'      | 10°.                           |
| Verano 2001   | 2.Primera 'A'      | 12°.                           |
| 2015/2016     | 5.Tercera División | 5°. Grupo XII (Treintadosavos) |
| 2016/2017     | 5.Tercera División | 5°. Grupo XII (Octavos)        |
| 2017/2018     | 5.Tercera División | 3°. Grupo XII (Octavos)        |
| 2018/2019     | 5.Tercera División | 4º. Grupo XII (Cuartos)        |
| 2019/2020¹    | 5.Tercera División | 6°. Grupo XII                  |
| 2020/2021     | 5.Tercera División | 1°. Grupo XII (Octavos)        |
| 2021/2022     | 5.Tercera División | 1°. Grupo XV (Dieciseisavos)   |

1: Torneo suspendido por pandemia de COVID-19, sin embargo la liga consideró los registros como oficiales y quedaron guardados en las estadísticas.